# Heaven's Open
Heaven's Open je třinácté studiové album britského multiinstrumentalisty Mika Oldfielda. Bylo vydáno v únoru 1991 (viz 1991 v hudbě) a jednalo se o poslední Oldfieldovo album vydané společností Virgin Records.
V době nahrávání Heaven's Open nebyly vztahy mezi Oldfieldem a majitelem Virgin Records Richardem Bransonem příliš vřelé. Branson jej tlačil více do oblasti popové hudby, což se Oldfieldovi nelíbilo. Proto po „komerčním“ albu Earth Moving nahrál „nekomerční“ Amarok se skrytým výpadem proti Bransonovi. Přesto mu zbývalo nahrát pro Virgin ještě jedno album, aby splnil smlouvu, kterou podepsal ještě před vydáním Tubular Bells v roce 1973. Tím posledním „virginovským“ albem se stalo Heaven's Open, jehož všechny písničky nazpíval sám Oldfield (jediná taková deska). Na Heaven's Open jsou opět ukryty různé narážky na Virgin i Bransona samotného (např. dvojsmyslné texty). Na přebalu alba je také uvedeno jméno „Michael Oldfield“, ačkoliv Oldfield sám vždy používá pouze „Mike“ (rovněž křestní jméno producenta Newmana je zde zkomoleno na „Thom“). Poslední skladbou desky je „Music from the Balcony“, téměř dvacetiminutová instrumentální kompozice ne nepodobná stylem Amaroku.

## Skladby
1. „Make Make“ (Oldfield) – 4:18
2. „No Dream“ (Oldfield) – 6:02
3. „Mr. Shame“ (Oldfield) – 4:22
4. „Gimme Back“ (Oldfield) – 4:12
5. „Heaven's Open“ (Oldfield) – 4:31
6. „Music from the Balcony“ (Oldfield) – 19:44

## Obsazení
- Mike Oldfield – zpěv, kytary, klávesy
- Simon Phillips – bicí
- Dave Levy – basová kytara
- Mickey Simmonds – Hammondovy varhany, piano
- Andy Longhurst – klávesy
- Courtney Pine – saxofon, basklarinet
- Sassy Choir (Vicki St. James, Sylvia Mason-James, Dolly James, Debi Doss, Shirlie Roden, Valeria Etienne) – sbor
- Anita Hegerland, Nikki 'B' Bentley, Tom Newman – doplňující vokály